# Kroatisch-polnische Beziehungen
Die Kroatisch-polnische Beziehungen sind die außenpolitischen Beziehungen zwischen Kroatien und Polen.
Teilweise wird angenommen, dass die Kroaten aus Kleinpolen (Weißkroatien) auf den Balkan eingewandert sind. Die kroatisch-polnische Beziehungen reichen bis ins Spätmittelalter und kamen meist über Ungarn zustande, zu dem Kroatien ab dem Hochmittelalter gehörte. Das Königreich Polen und das Königreich Ungarn wurden gemeinsam von dem Haus Anjou und später von den Jagiellonen regiert. Später kamen die polnisch-litauischen Jagiellonen auf den ungarischen Königsthron. Nach den polnischen Teilungen fanden sich die Polen in Galizien mit den Kroaten in der habsburgischen Monarchie wieder.
Nach dem Ersten Weltkrieg hatte die Zweite Polnische Republik gute Beziehungen zu Jugoslawien. Im Zweiten Weltkrieg wurden beide Staaten vom Deutschen Reich besetzt. Nach dem Zweiten Weltkrieg gestalteten sich die Beziehungen schwierig, da Polen im Einflussbereich der Sowjetunion blieb, während Jugoslawien sich aus ihm befreien konnte. Nach dem Zerfall von Jugoslawien erkannte Polen im Januar 1992 die Unabhängigkeit Kroatiens an. Nach dem Ende des Kalten Krieges traten die Dritte Polnische Republik und Kroatien der EU und der NATO bei. Die Beziehungen sind freundschaftlich. Etwa eine Million Polen machen jedes Jahr Urlaub in Kroatien.
Polen besitzt eine Botschaft in Zagreb und ein Generalkonsulat in Split. Kroatien hat eine Botschaft in Warschau und Honorarkonsulate in Białystok, Katowice, Opole, Posen und Bydgoszcz.